# Kusswechsel 2 – Gegensätze ziehen sich aus
Kusswechsel 2 – Gegensätze ziehen sich aus (Originaltitel: Maschi contro femmine) ist eine italienische Filmkomödie aus dem Jahr 2010. Es ist die Fortsetzung der Filmkomödie Kusswechsel – Kein Vorspiel ohne Nachspiel.

## Handlung
Der Film zeigt vier sich unabhängig voneinander entwickelnde Geschichten. Die Episoden kreuzen sich mehrfach und behandeln das Thema des Krieges der Geschlechter.

## Kritiken
„Nachspiel zu einer italienischen Geschlechter-Komödie, das in episodischer Form von Problemen und Begehrlichkeiten zwischen Männern und Frauen erzählt. Der komödiantische wird zugunsten vermeintlich erotischer Aspekte vernachlässigt, wobei Anzüglichkeiten und harmlose Sex-Szenen in den Vordergrund rücken.“

„Der Nachfolger […] arbeitet das Thema auf gleiche Weise auf, kann dabei allerdings noch für ein wenig mehr Spaß sorgen, da er über weite Teile nicht ganz so übertrieben ist. Auf jeden Fall bietet Kusswechsel 2 ausreichend Substanz für einen unterhaltsamen Abend mit verschiedenen Episoden der immer gleichen Probleme – Männer gegen Frauen eben.“